# Sphaerocera tertia
Sphaerocera tertia är en tvåvingeart som beskrevs av Richards 1965. Sphaerocera tertia ingår i släktet Sphaerocera och familjen hoppflugor. Inga underarter finns listade i Catalogue of Life.